# Forró pé de serra
Forró pé de serra, também conhecido como forró ou forró tradicional, é uma expressão usada para designar o grupo de gêneros musicais originários da festa do forró, os quais são executados tradicionalmente por trios instrumentais com acordeon (sanfona), zabumba e triângulo.
Gêneros musicais nomeados assim, xote, arrasta-pé, baião, xaxado, forró (gênero musical), rojão. Alguns desses gêneros como maracatu, coco, frevo são nomeados assim, quando executados por grupos musicais de forró (pé de serra).

## História
No tempo de seu Januário (pai de Gonzaga) faziam-se muitas festas no Araripe, que é uma região montanhosa. Daí a expressão ‘forró no pé da serra’, que hoje chamam ‘forró pé de serra’.
Expressão era usada por Luiz Gonzaga para se referir ao seu local de infância e juventude, Exu/PE, que fica no pé da Serra do Araripe, também se referia as músicas relacionadas aos forrós desse local. Ela está em músicas de sua discografia, o "chamego"  "Pé de Serra" de 1942, o xote "No meu pé de serra" de 1946, o arrasta-pé "Alegria de Pé de Serra" de 1978. 
Por causa do surgimento do movimento musical do forró eletrônico, a partir dos anos 90, expressão forró pé de serra passou a ser usada amplamente, também criou-se a expressão, forró tradicional para diferenciar o movimento recente do anterior. Tendo como o maiores defensores do Forró Pé-de-serra ou Tradicional os artistas Alcymar Monteiro (Rei do Forró), Flávio José (Rei do Xote) , Jorge de Altinho , Assisão entre outros.